# Dolina Będkowska

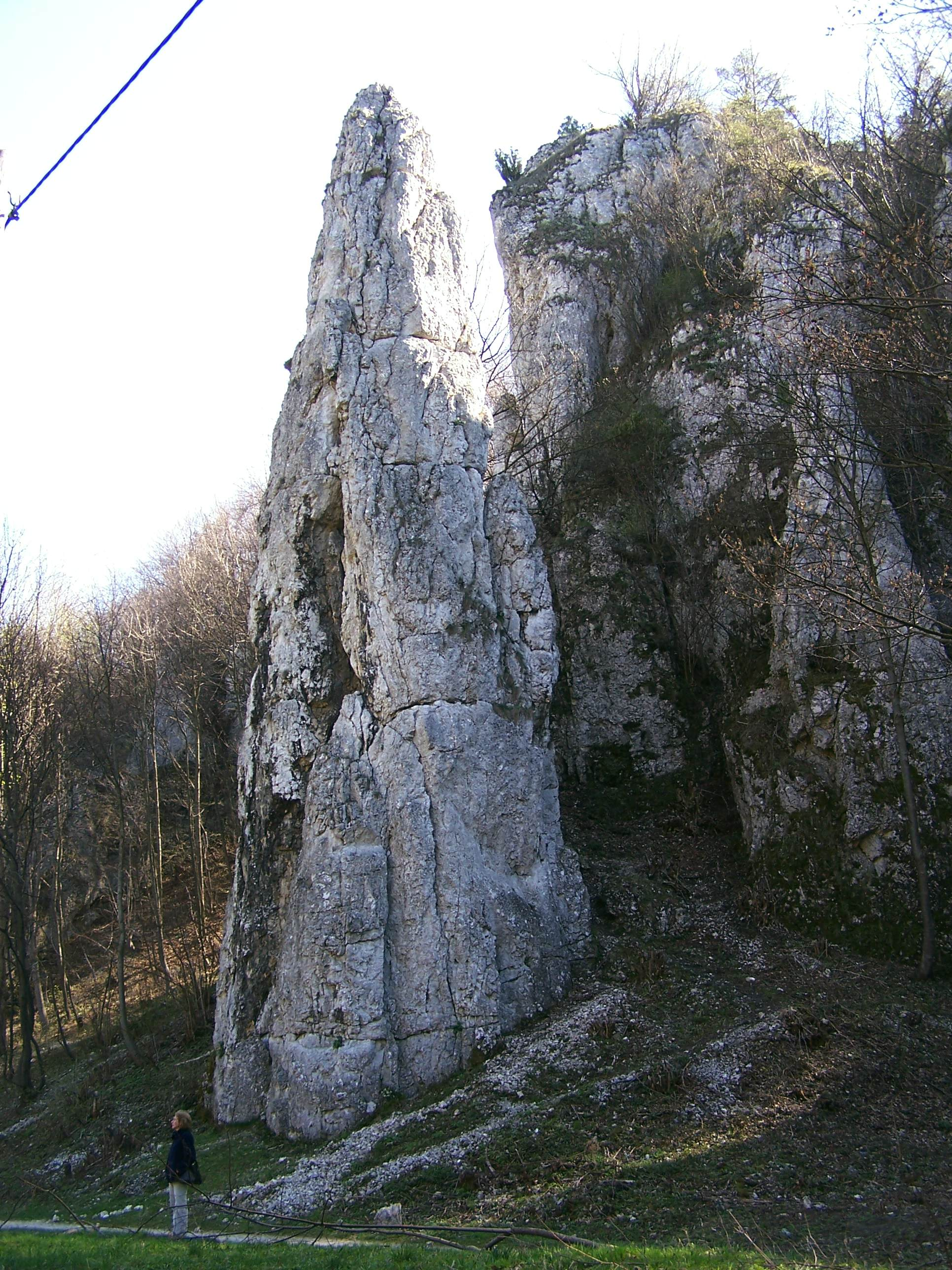
Iglica

Dolina Będkowska – dolina potoku Będkówka na Wyżynie Olkuskiej wchodzącej w skład Wyżyny Krakowsko-Częstochowskiej. Administracyjnie należy do miejscowości Kobylany, Będkowice, Łazy, Jerzmanowice i Bębło w województwie małopolskim.
Jest to piękna krajobrazowo i posiadająca duże walory przyrodnicze, geologiczne i historyczne dolina potoku Będkówka spływającego z Wyżyny Olkuskiej do Rowu Krzeszowickiego. Jest jedną z ośmiu dolin wchodzących w skład Parku Krajobrazowego Dolinki Krakowskie. Ma długość 7–8 km i jest jedną z najdłuższych dolin Wyżyny Krakowsko-Częstochowskiej. Rozpoczyna się obniżeniem terenu przy drodze krajowej nr 94 z Krakowa do Olkusza, a kończy w przysiółku Łączki. Wygodnym miejscem, skąd można zwiedzić dolinę, są Będkowice, gdyż znajdują się w środku pomiędzy doliną Będkowską a Doliną Kobylańską, można więc stamtąd zwiedzić obydwie doliny. Można też zwiedzać Dolinę Będkowską wychodząc z parkingu w Łączkach Kobylańskich. Niewielki parking znajduje się także przy Jaskini Łabajowej oraz przy Brandysówce.

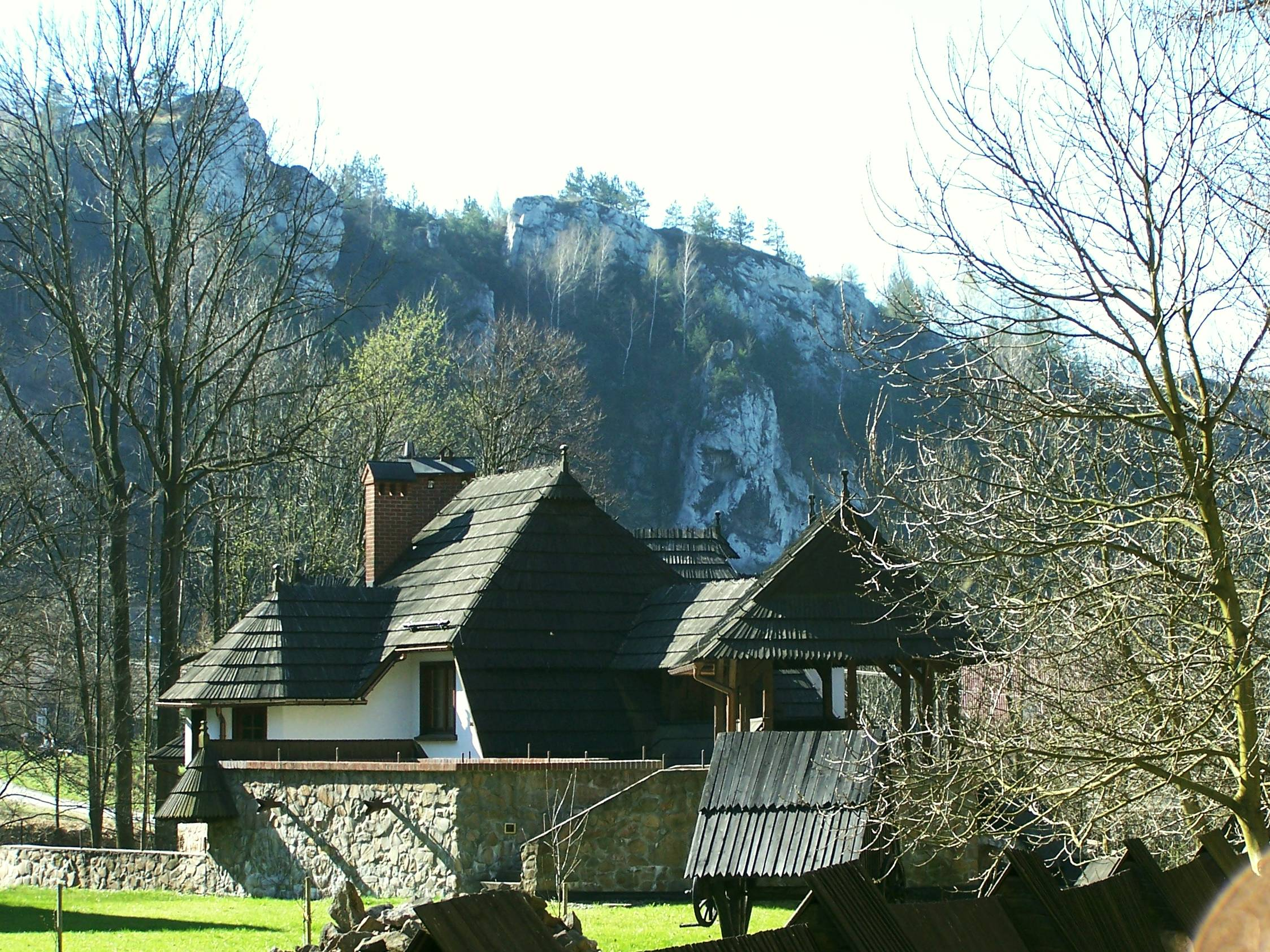
Willa przy gospodarstwie rybnym

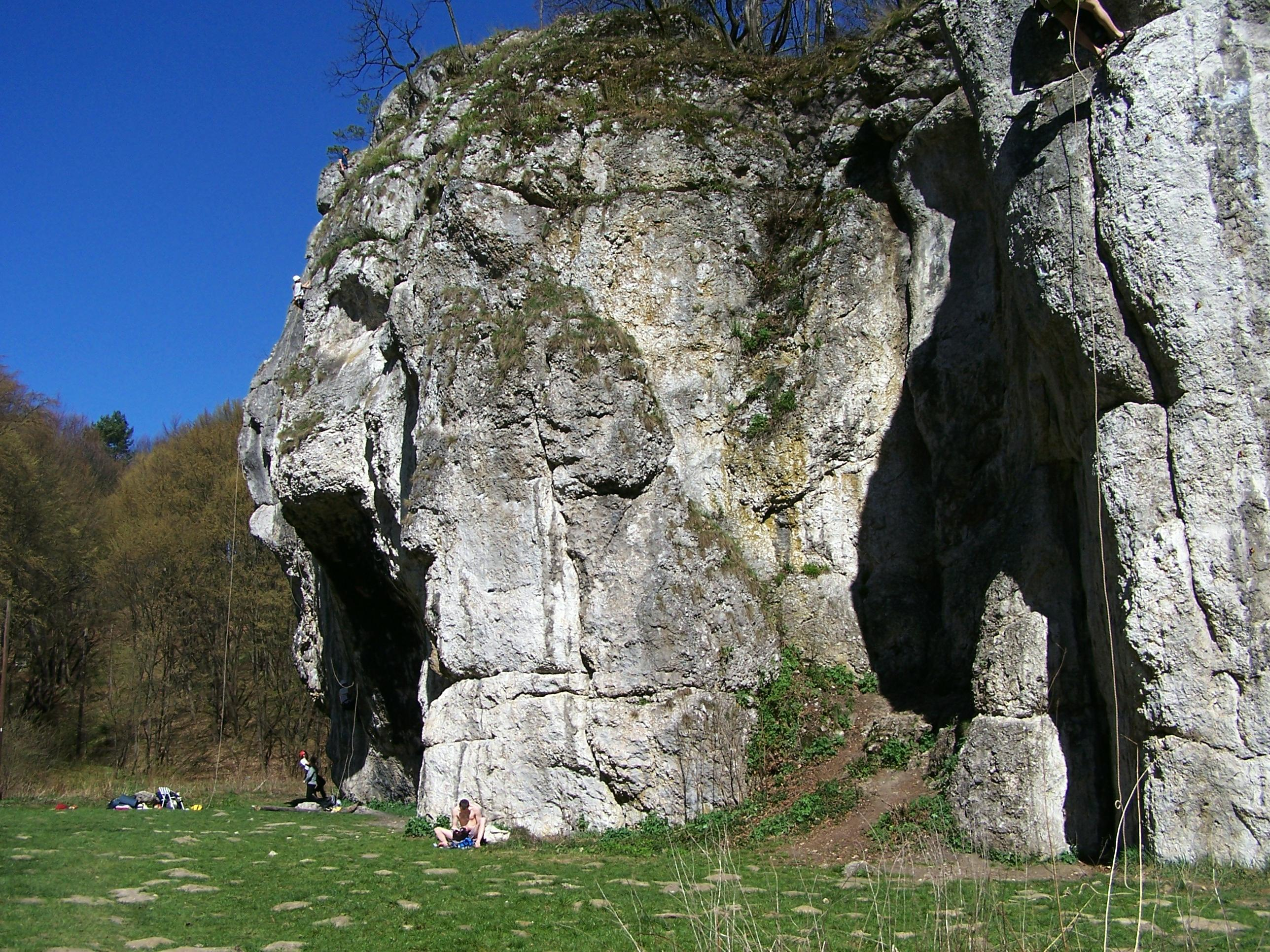
Dupa Słonia

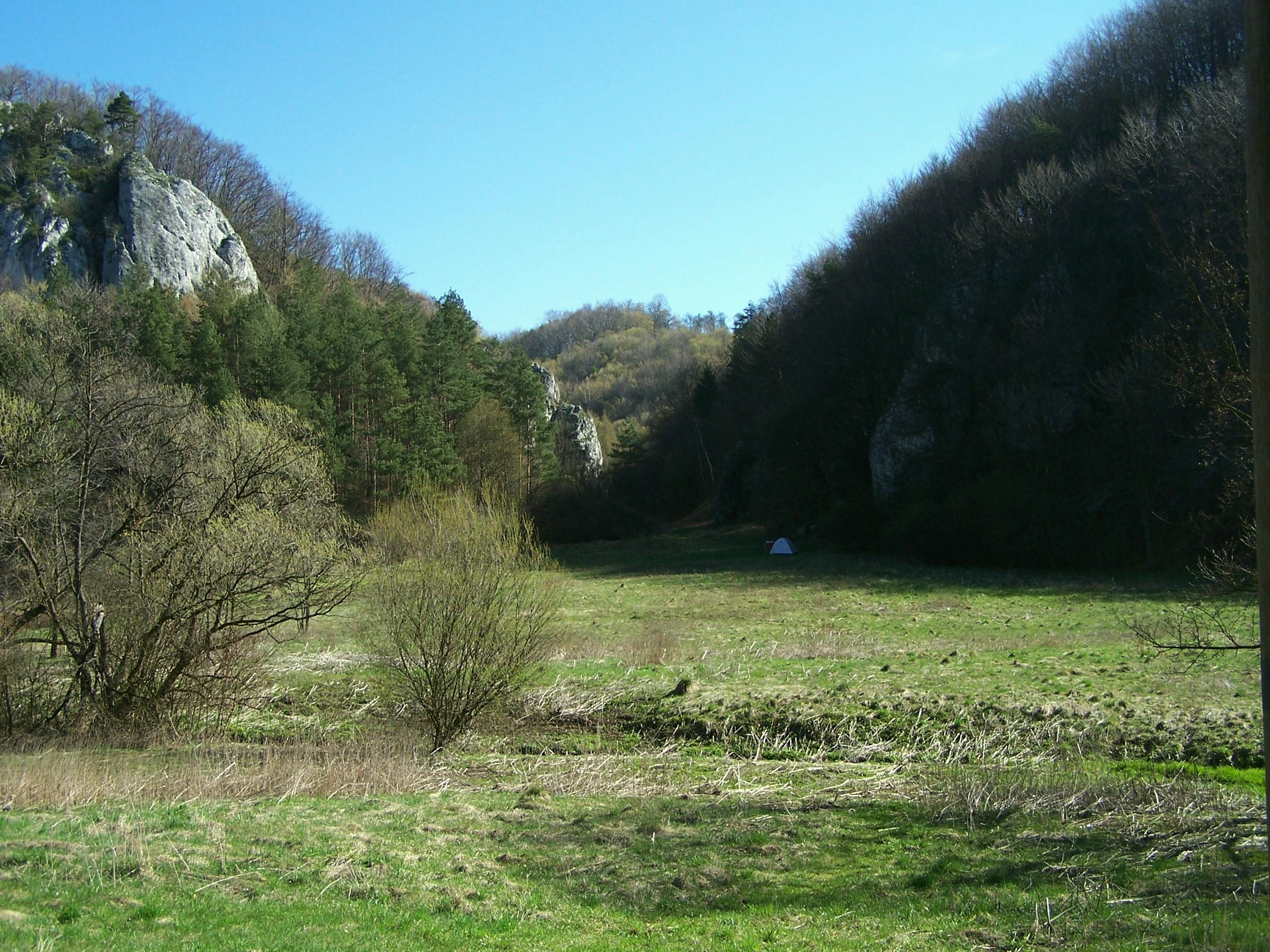
Brama Będkowska

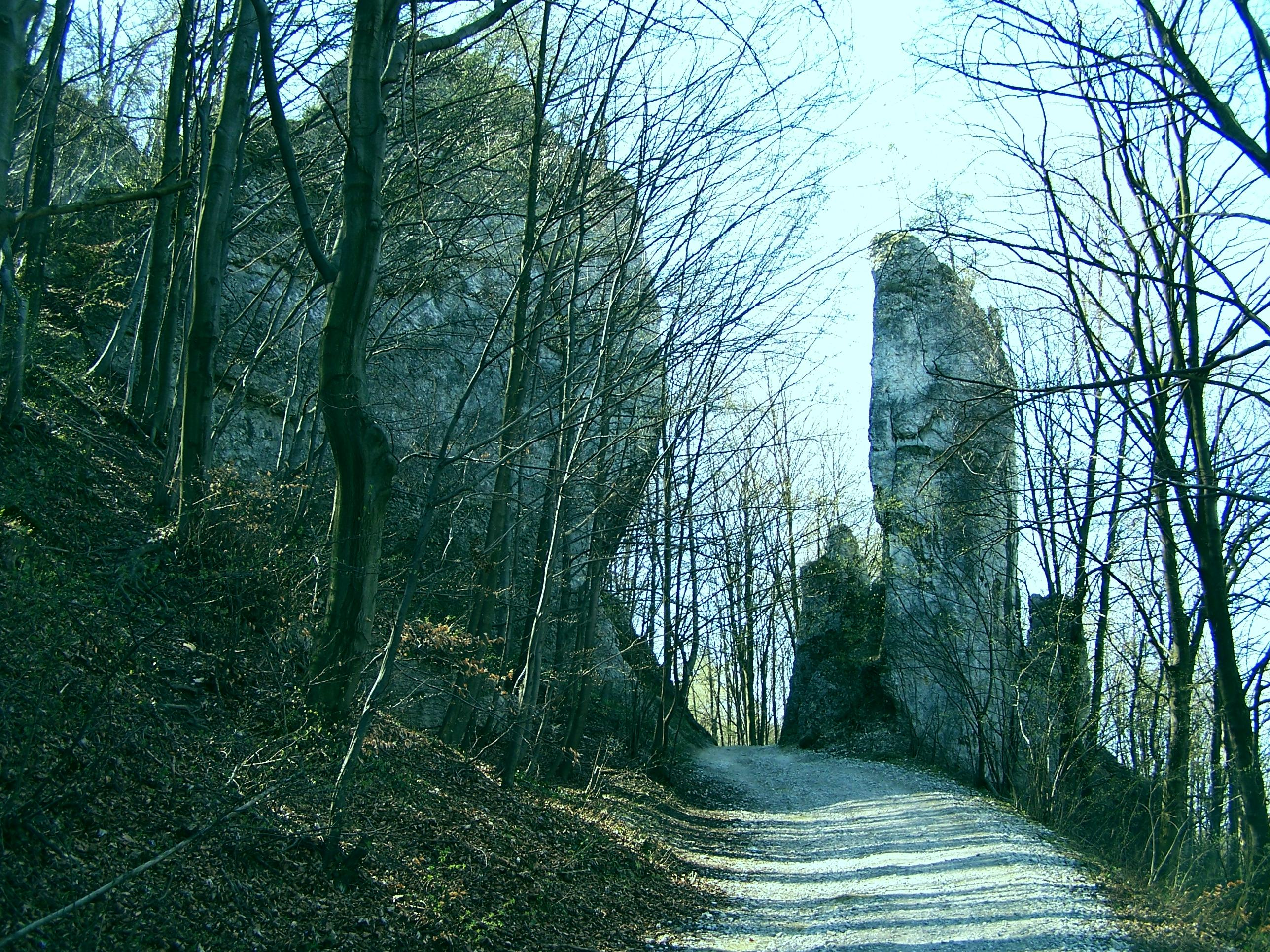
Czarcie Wrota

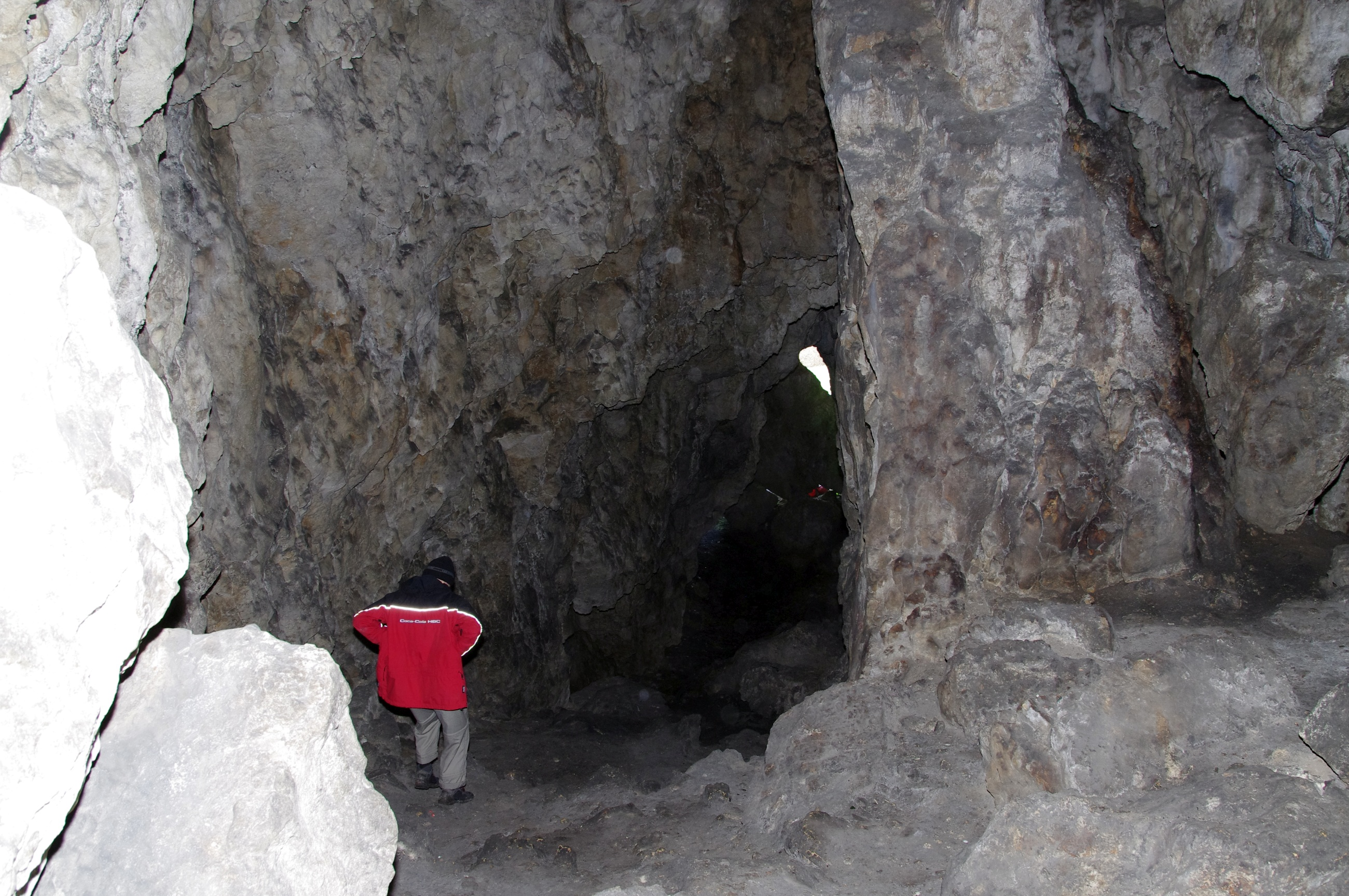
Jaskinia Łabajowa

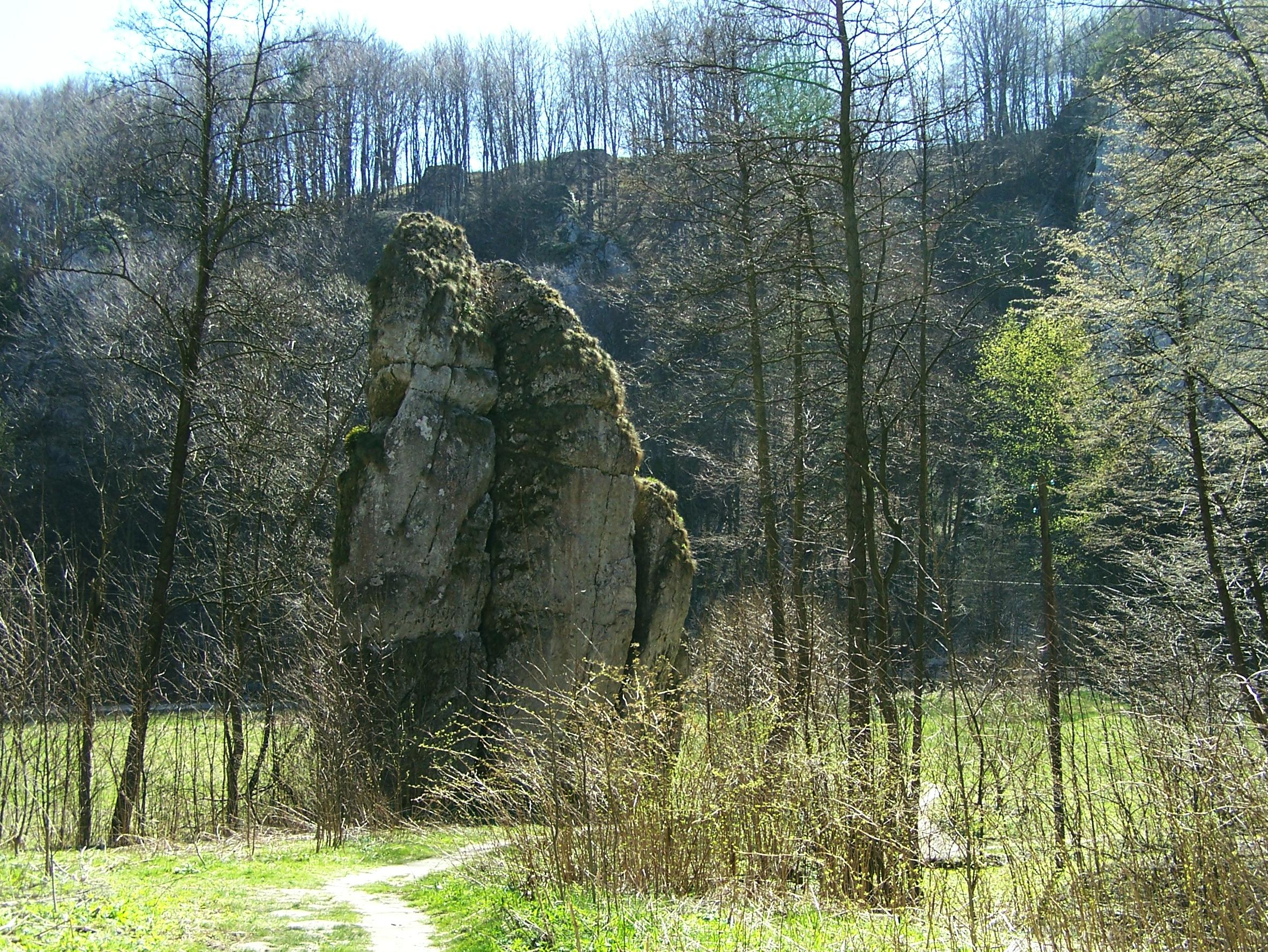
Babka

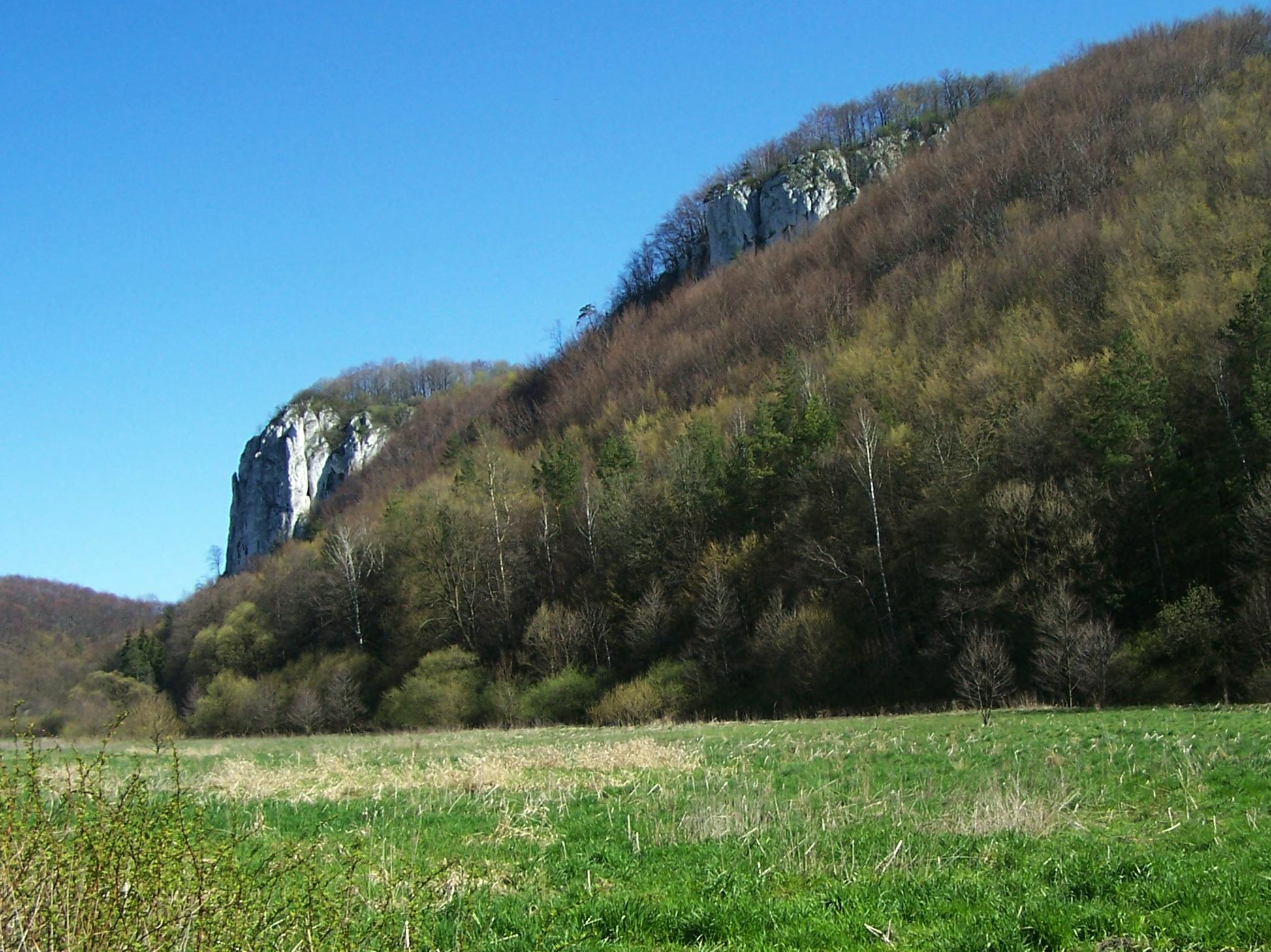
Sokolica i Wysoka

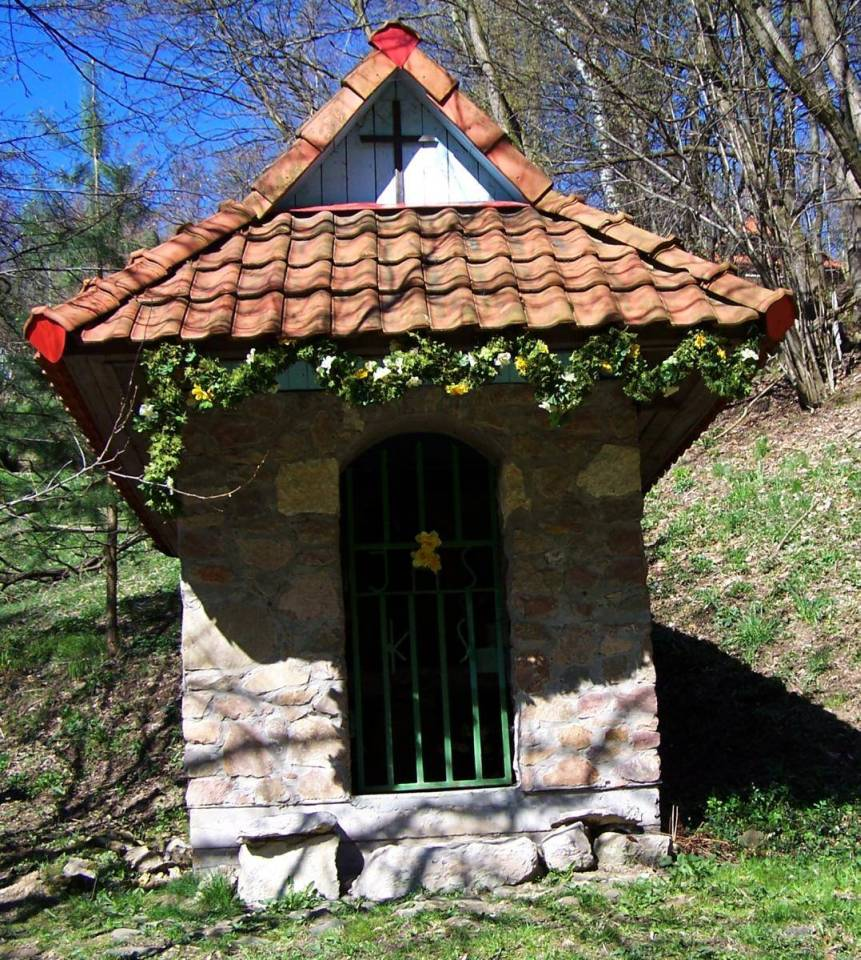
Kapliczka na wprost Wysokiej

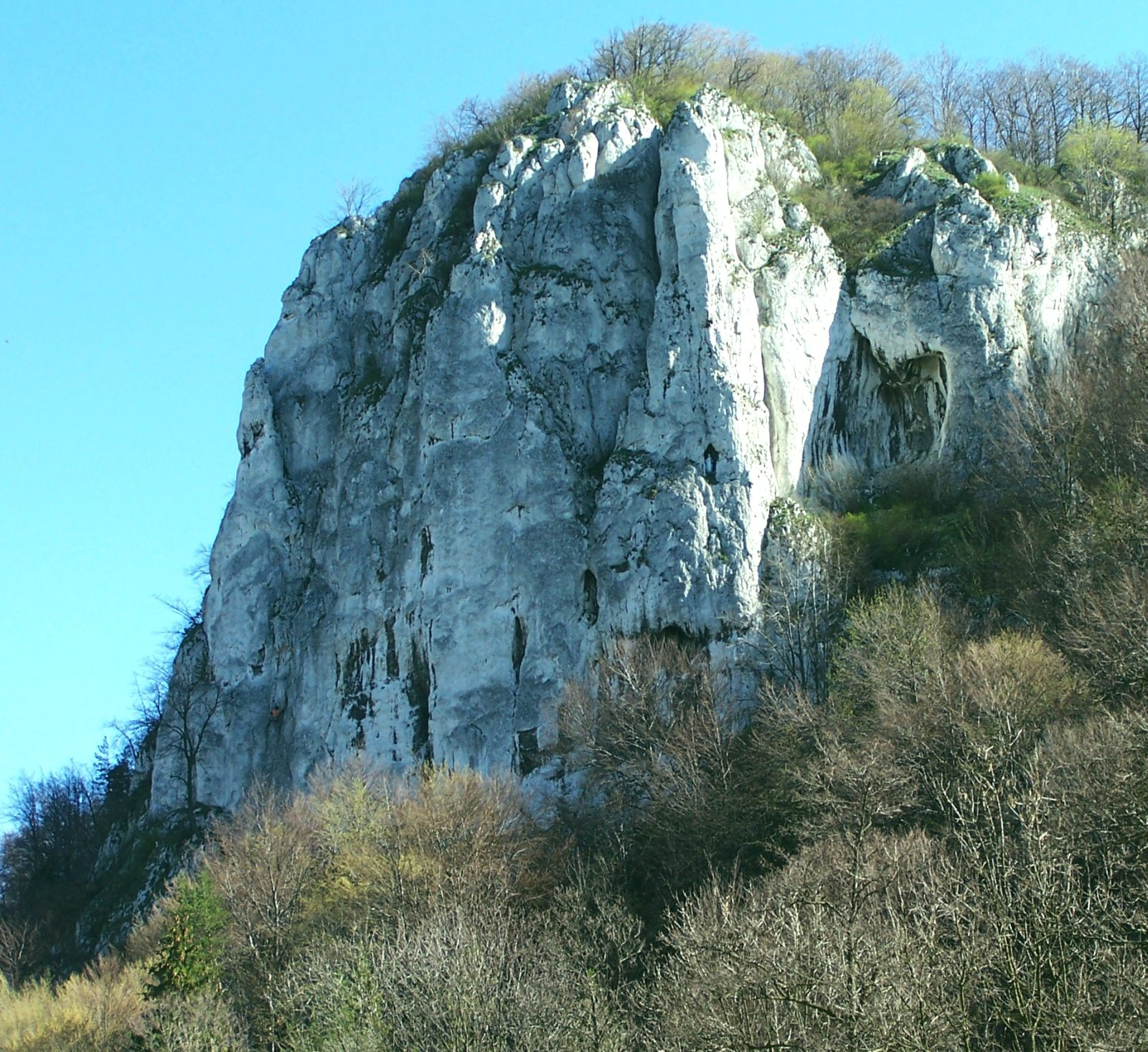
Sokolica

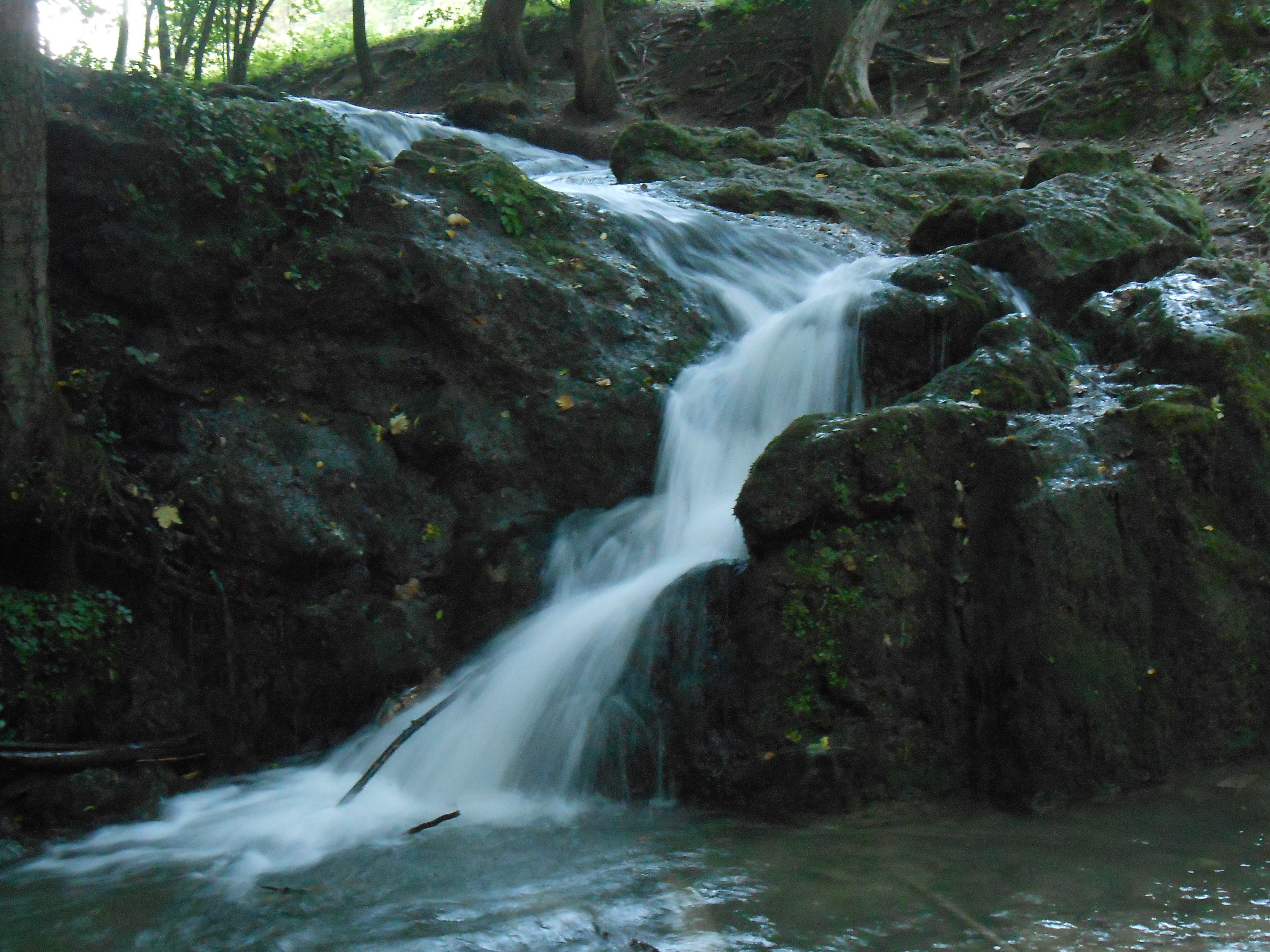
Wodospad Szum

Wyżłobiona w wapieniach jurajskich dolina ma charakter wąwozu o stromych ścianach wschodnich i łagodniejszych zboczach zachodnich. Jest doliną krasową i można w niej zaobserwować niemal wszystkie formy geologiczne i zjawiska charakterystyczne dla krasu. Od głównej doliny odchodzą boczne dolinki. Są to porośnięte lasem jary o stromych stokach, zwykle z licznymi odsłonięciami skalnymi. Na dnie głównego ciągu doliny znajdują się nieliczne zabudowania. Doliną prowadzi droga z zakazem wjazdu pojazdów (z wyjątkiem uprawnionych).

## Atrakcje turystyczne
Wąwozy
Jest wiele bocznych wąwozów wcinających się w obydwa zbocza doliny. Niektóre z nich mają własne nazwy: Przecówki, Wąwóz Będkowicki, Pod Sadem, Nad Szańcem, Wąwóz Graniczny.
Skały
W obydwu zboczach doliny, a także w jej bocznych wąwozach wznoszą się liczne skały. Na większości z nich uprawiana jest wspinaczka skalna. Do wspinaczki udostępniono ponad 80 skał, na których poprowadzono ogromną liczbę dróg wspinaczkowych. Większość z nich ma zamontowane stałe punkty asekuracyjne. Dzięki temu Dolina Będkowska jest jednym z największych terenów wspinaczkowych na całej Jurze Krakowsko-Częstochowskiej. Wśród skał tej doliny znajduje się najwyższa skała całej Jury – Sokolica, której ściana ma wysokość do 60 m.
Jaskinie
Grotołazi opisali w Dolinie Będkowskiej około 120 jaskiń, skalnych schronów i innych obiektów jaskiniowych. Większość z nich jest niewielka. Największa i najbardziej znana to udostępniona do turystycznego zwiedzania z przewodnikiem Jaskinia Nietoperzowa. Archeolodzy znaleźli w niej dowody świadczące o zamieszkiwaniu jej przez ludzi w dawnych epokach geologicznych. Z innych jaskiń na uwagę zasługują: Jaskinia Łabajowa, Jaskinia Dziewicza, Jaskinia Górna pod Kawiorami, Jaskinia Małotowa, Jaskinia na Tomaszówkach Górnych, Jaskinia na Tomaszówkach Dolnych.
InneW środku doliny znajduje się gospodarstwo agroturystyczne Brandysówka z pokojami noclegowymi, bufetem, polem namiotowym i parkingiem. Powyżej na potoku Będkówka jest wodospad Szum, a jeszcze wyżej Źródło Będkówki. Na wierzchowinie Sokolicy archeolodzy znaleźli ślady istniejącego tutaj od VIII wieku Grodziska na Sokolicy w Będkowicach.

## Opis doliny
W wylocie doliny w przysiółku Łączki Kobylańskie na rozdrożu znajduje się parking, a przy nim kapliczka. Dalej stoi kryta gontami willa i kilka stawów rybnych z hodowlą pstrągów w płaskim w tym miejscu dnie doliny. Ponad nimi we wschodnim zboczu wznoszą się skały: Rybne Skały i Wężowe Skały. Ścieżka wspina się nieco. Po prawej stronie, charakterystyczna skałka tuż nad potokiem. Po lewej mijamy kapliczkę ufundowaną ku pamięci mieszkańców okolicy pomordowanych przez hitlerowskich okupantów w czasie II wojny światowej. Płynący po prawej stronie drogi potok Będkówka przegrodzony jest skalną zaporą (na miejscu dawniej istniejącego w tym miejscu naturalnego wodospadu). Dolina rozszerza się. Jej orograficznie lewe zbocze przecina Wąwóz Będkowicki. Jego obramowanie tworzą skały zwane Będkowską Bramą. Wąwozem tym prowadzi żółty szlak turystyczny przez Będkowice do Doliny Kobylańskiej. W północnym kierunku za Bramą Będkowską znajdują się w wysokich i stromych ścianach wąwozu skały Grupy Wysokiej: Pytajnik, Lajkonik i Wysoka.
Szlak żółty i niebieski prowadzą teraz razem aż do rozdroża przy wąwozie Przecówki, gdzie szlak żółty odbija na lewo do Doliny Szklarki. W wąwozie tym wznosi się skała Brandysowa, a po drugiej stronie, nad polem namiotowym Brandysówki wybitna skała Sokolica z pozostałościami bardzo starego grodziska. Dolina skręca tutaj w kierunku wschodnim. Około 500 m od rozdroża po prawej stronie dwie bardzo charakterystyczne skały, zwana ze względu na swój kształt zwane Iglicą i Igłą. Po lewej stronie, za potokiem popularna skała wspinaczkowa Dupa Słonia. Dalej na potoku znajduje się Szum – największy w całej Jurze naturalny wodospad. W stromym zboczu po prawej stronie liczne skały, niektóre z nich również udostępnione do wspinaczki. W zboczu tym znajduje się jeszcze inna wybitna skała – Gęsiarnia. Około 350 m od drogi znajduje się wywierzysko zwane Źródłem Będkówki. Wypływa z niego czysta, krystaliczna woda (ok. 50 l/s). W zboczu tym warto podejść stromą leśną drogą by zobaczyć bramę skalna zwaną Czarcimi Wrotami. W skałach powyżej źródła 4 pionowe jaskinie. 1,5 km dalej następna grupa skał; po prawej stronie Wielka Turnia, Zaklęty Mur, Zaklęty Bastion i Łabajowa, a w niej Jaskinia Łabajowa. W Dolinie Będkowskiej jest jeszcze wiele innych jaskiń, najciekawszą z nich jest znajdująca się w górnej części doliny Jaskinia Nietoperzowa. Przy Wodospadzie Szerokim do końca lat 90 XX w. znajdował się Ośrodek Zarybienia Ryb Łososiowatych Polskiego Związku Wędkarskiego.

## Szlaki turystyczne
prowadzi z Rudawy przez łączki Kobylańskie i całą długość doliny Będkowskiej do Ojcowskiego Parku Narodowego
 Będkowice – Wąwóz Będkowicki – Dolina Będkowska – Przecówki – Szklary – Dolina Szklarki – rezerwat przyrody Dolina Racławki – Paczółtowice
 Szklary – Dolina Szklarki – Łazy – Dolina Będkowska – przysiółek Kawiory – Wierzchowie.
 – zataczający pętlę czerwony szlak z Bolechowic przez Zelków, górną część rezerwatu przyrody Dolina Kluczwody, Wierzchowie, Bębło, Dolinę Będkowską (w dół), Łączki Kobylańskie, Kobylany, Dolinę Kobylańską (w górę), Krzemionkę, Dolinę Bolechowicką (w dół) do Bolechowic.